# 11289 Frescobaldi
11289 Frescobaldi este un asteroid din centura principală de asteroizi.

## Descriere
11289 Frescobaldi este un asteroid din centura principală de asteroizi. A fost descoperit pe 2 august 1991 la Observatorul La Silla de Eric Walter Elst. Asteroidul prezintă o orbită caracterizată de o semiaxă mare de 3,10 ua, o excentricitate de 0,15 și o înclinație de 2,8° în raport cu ecliptica.